# 名古屋市電押切線
押切線（おしきりせん）は、かつて愛知県名古屋市に存在した、名古屋市電の路線（路面電車）の一つである。同市中村区東部にあった柳橋停留場と、西区にあった押切町停留場を結んでいた。
市電の前身名古屋電気鉄道の2番目の路線として1901年（明治34年）に開業。1922年（大正11年）に名古屋市電気局（1945年以降交通局）に買収され、名古屋市電の一路線となった。1926年（大正15年）に一部が廃止されるものの、残存区間は市電全盛期を経た1972年（昭和47年）まで存続した。

## 路線概況
押切線は柳橋 - 押切町間を指すが、中間部にあたる志摩町 - 那古野町間は1926年1月という早い段階で廃止されたので、柳橋 - 志摩町間および那古野町 - 押切町間のみであった時期が長い。廃止部分を除いた全長は1.916キロメートル（1962年3月末時点）。全線が複線かつ道路上に敷設された併用軌道であった。
起点の柳橋停留場は、名古屋市道江川線と広小路通（愛知県道60号名古屋長久手線）が交差する柳橋交差点に位置した。ここは3本の市電路線の接続地点であり、広小路通上を東西方向に栄町線が通り、市道江川線上には南へ下江川線が伸び、北方向にはこの押切線が伸びていた。柳橋には東西方向の栄町線と南北方向の上江川線・下江川線の平面交差に加え、栄町線西方向と下江川線を繋ぐ連絡線もあったが、栄町線と押切線の間には連絡線はなかった。
柳橋から北上し泥江町停留場を過ぎると市電上江川線に接続する志摩町停留場に至る。上江川線がそのまま北上して明道町（旧・明道橋）方面へ向かうのに対し、押切線はここで西へ曲がり、次の那古野町から再度進路を北に取り押切町方面へ向った。志摩町 - 那古野町間の部分廃止後、志摩町停留場自体も1944年（昭和19年）に廃止されている。
那古野町停留場は南方の名古屋駅前へつながる広井町線（1943年の同線開通までは堀内町線）との接続地点であった。また停留場西側には、1931年（昭和6年）まで車両工場（那古野工場）が設置されていた。押切線は、那古野町から先は名古屋市道菊井町線を北進。次の菊井町停留場は、外堀通（愛知県道200号名古屋甚目寺線）との交差点である菊井町交差点に位置した。外堀通上には菊井町から東へ向かう市電明道町線があり、南北2本の複線連絡線によって押切線の那古野町方面・押切町方面双方から明道町線に直通可能な配線が構成されていた。
終点押切町停留場は、国道22号と交差する押切交差点にあり、引き続き市道菊井町線を北上する市電押切浄心連絡線に接続した。

## 歴史

### 開業
押切線は名古屋市電の前身にあたる名古屋電気鉄道市内線の一部として開業した路線である。この名古屋電気鉄道は会社設立当初「愛知馬車鉄道」という会社名で、1894年（明治27年）3月17日付で取得した軌道敷設特許は会社名のとおり馬車鉄道のものであった。特許路線は3路線あり、そのうち西北部に向かっては名古屋駅前（名古屋市笹島町）から西春日井郡枇杷島町に至る4.5キロメートルの路線が存在した。1896年（明治29年）6月になり、馬車鉄道から電気軌道への転換が認可される。加えて1898年（明治31年）10月に特許区間が柳橋 - 押切町間（名古屋市西柳町＝現名駅より押切町2丁目まで、2.34キロメートル）に変更された。この変更は名古屋市の道路計画にあわせるためとみられる。
路線建設に先立ち、名古屋電気鉄道は軌道敷設を目的とした私道建設に着手した。区間は那古野町から菊井町を経て押切町へ至る延長746間（1.36キロメートル）、道路の幅員は6間（10.91メートル）であり、1899年（明治32年）4月着工、翌1900年（明治33年）11月2日に竣工した。続いて同年11月軌道敷設に着手、3か月後の1901年（明治34年）2月19日（旧正月にあたる）、柳橋停留場から押切町停留場に至る押切線が全線開業した。
押切線の沿線のうち、線路東側から堀川にかけての地は江戸時代から町家が並んでいた土地にあたる。線路西側では、柳橋交差点のある西柳町が名古屋駅東方の地として柳橋市場が転入するなど発展していた。終点の押切町も美濃路沿いに江戸時代以来町並みがあり、街道の利用以外にも枇杷島市場との行き来があって電車開通当時も交通量の多い土地であった。その他の沿線地域、志摩町や那古野町、菊井町は1898年まで市外で那古野村に属す地域であったが、電車開通後は沿道に家屋が多くなった。
押切線では、開業当時から1910年（明治43年）にかけて、軌道が道路の東に偏って敷設されていた。加えて1906年（明治36年）3月までは栄町線とともに複線の進行方向が左側通行ではなく右側通行であった。また線路が敷設された私道は、1908年（明治41年）3月に名古屋電気鉄道が市に対して寄付を出願し、1910年11月28日付で名古屋市会にて認可されて市に引き継がれた。

### 市営化と郡部線乗入れ

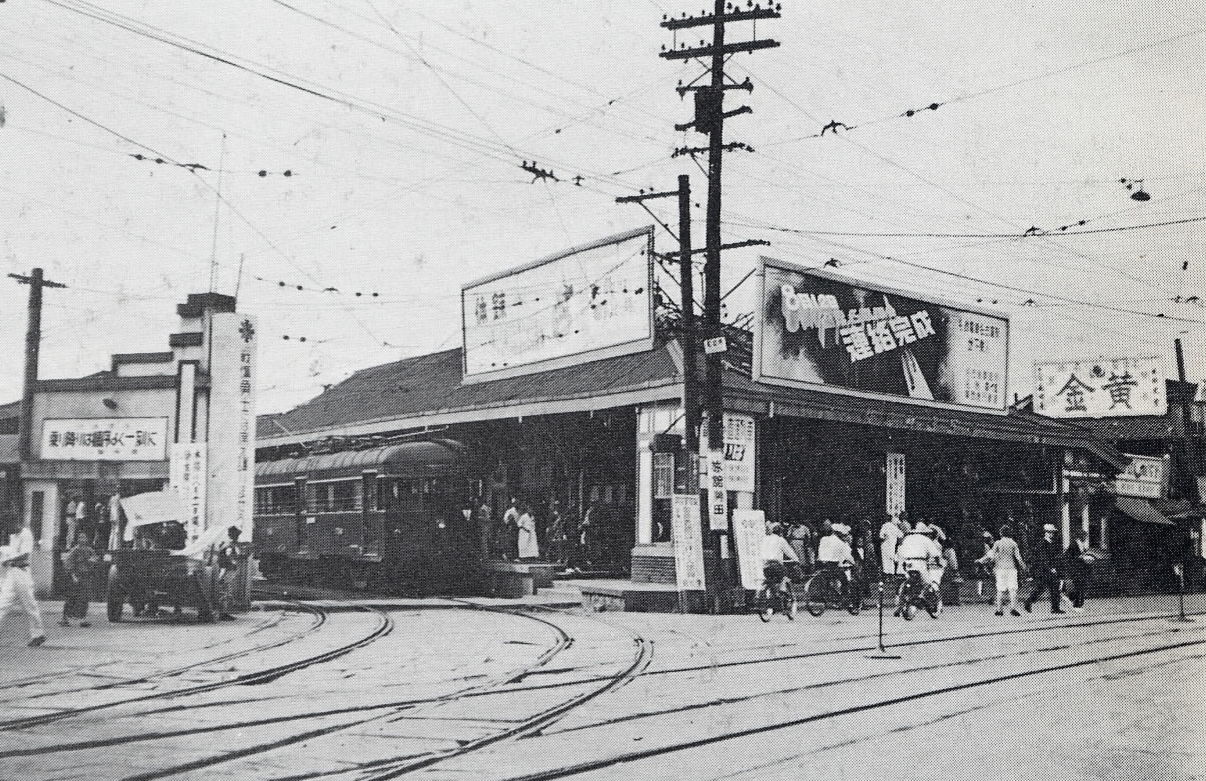
名鉄押切町駅（1941年廃止）

1910年5月、押切町から先へ枇杷島まで枇杷島線が開業。さらに1912年（大正元年）8月には庄内川架橋により岩倉・一宮・犬山まで至る一宮線・犬山線が開通した。これら名古屋市外へ伸びる各線は市内線に対して「郡部線」と呼ばれ、押切町駅がその起点となった。駅は押切交差点北西、旧西区役所（2010年移転）の位置にあった。
続いて1913年（大正2年）11月20日、郡部線のターミナルとして柳橋駅が新設された。場所は柳橋交差点北西角。柳橋駅新設の結果、押切線は柳橋駅と押切町駅をつなぐ郡部線の都心乗入れルートとなり、大型の郡部線電車が通過するようになった。
1921年（大正10年）7月1日、名古屋電気鉄道の郡部線を新会社名古屋鉄道（名鉄）が継承した。これに関し、譲渡契約（第8条）にて新会社による柳橋 - 押切町間への郡部線電車乗入れ維持が承認されている。翌1922年（大正11年）8月1日には、名古屋電気鉄道市内線を名古屋市が買収・市営化し名古屋市電気局（後の交通局）が引き継いだことで名古屋市電が成立した。これに伴い押切線は名古屋市電の路線となったが、この時点では志摩町 - 押切町間を指していた（下記#押切線の区間について参照）。
市営化後最初に実施された1922年12月の系統改定の時点では、押切線には押切町から志摩町・柳橋経由で下江川線洲崎橋へ至る運転系統が設定されていた。翌1923年（大正12年）12月改正では、名古屋駅前方面から堀内町線経由で押切町へ至る系統が新設され、反対に柳橋方面から志摩町・那古野町経由で押切町へ至る系統は廃止された。従って押切線志摩町 - 那古野町間を経由する市電の系統は設定がなくなり、1926年（大正15年）1月23日付で廃線となった。同区間は名古屋市電最初の廃止区間でもある。廃線に伴い、名鉄電車の柳橋乗入れルートは北寄りの明道町線（明道橋 - 菊井町間）を経由する、柳橋 - 明道橋 - 菊井町 - 押切町という経路に変わった。
1941年（昭和16年）8月12日、名古屋駅前地下に名鉄の新しいターミナル駅である新名古屋駅（現・名鉄名古屋駅）が開業した。これと引き換えに線路が付け替えられ、柳橋・押切町両駅は廃止され、市電路線への名鉄電車乗り入れも取り止められた。

### 戦後の動きと廃線
太平洋戦争末期の1945年（昭和20年）3月27日、市電では営業時間短縮や運休区間設定などからなる戦時非常措置が実施された。これにより柳橋 - 明道橋 - 上江川線浄心町間が運休となる。復旧は戦後のことで、南半分の柳橋 - 明道橋間は1946年（昭和21年）9月21日、北半分の明道橋 - 浄心町間は翌1947年（昭和22年）8月5日にそれぞれ再開された。
戦後は線内を起終点とする系統がなくなり、西側区間では名古屋駅前方面から押切浄心連絡線経由で浄心町へ至る系統や、途中の菊井町より外堀通の路線（明道町線ほか）へ分かれる系統が設定され、東側区間では南北の上江川線・下江川線と直通する系統が設定された（#運転系統参照）。
名古屋市電は1950年代末に路線網・輸送人員ともに最盛期を迎えたが、事業の大幅な赤字化や市営バスの急速な拡大、自動車の普及による交通事情の変化など市電を取り巻く環境が変化したことから、市は1965年度（昭和40年度）から段階的な市電の撤去に着手し、1968年（昭和43年）12月には1973年度（昭和48年度）までに市電を全廃すると決定した。最大8あった押切線経由の運転系統も段階的に縮小され、末期には西側区間では浄心町と笹島線笹島町を結ぶ系統が、東側区間では浄心延長線秩父通から八熊通経由で築港線熱田駅前に至る系統がそれぞれ残されるのみとなった。廃線は東側区間が先で、1971年（昭和46年）4月1日、秩父通から八熊通までの6.4キロメートルの廃止により消滅。西側区間についても、一挙に16.5キロメートルが廃線となった1972年（昭和47年）3月1日付の路線廃止により全廃された。

### 押切線の区間について
「押切線」の線名が指す区間は時期によって変動がある。名古屋市の資料によると、1917年末時点では押切線は柳橋から押切町までの2.333キロメートルで、柳橋以南は「江川線」（柳橋 - 船方間）、志摩町以北は「東片端線」（志摩町 - 平田町間）であるが、1919年末時点になると押切線は志摩町 - 押切町間1.6194キロメートルのみに短縮され、一方で「江川線」が浄心前 - 船方間に拡大されている、1922年8月の名古屋市電成立時も同様に押切線は志摩町 - 押切町間に限られていた。
市営化後の1923年末時点では、押切線は柳橋 - 押切町間の2.333キロメートルに戻っている。

## 停留場
廃止前の時点で押切線には以下の計6停留場が設置されていた。
| 停留場名                                  | キロ程 (km) | 所在地                | 位置・備考           |
| ----------------------------------------- | ----------- | --------------------- | -------------------- |
| 柳橋（やなぎばし）                        | 0.0         | 中村区広小路西通1丁目 | 柳橋交差点付近       |
| 泥江町（ひじえちょう）                    | 0.5         | 中村区泥江町・米屋町  | 泥江町交差点付近     |
| 旧・志摩町                                | 0.7         |                       | 押切線・上江川線境界 |
| 那古野町（なごのちょう）                  | 1.1         | 中村区島崎町          | 那古野交差点南西     |
| 菊井町（きくいちょう）                    | 1.5         | 西区菊井通7・8丁目    | 菊井町交差点付近     |
| 菊井通四丁目 （きくいどおりよんちょうめ） | 1.9         | 西区菊井通4・5丁目    | 菊井一丁目交差点付近 |
| 押切町（おしきりちょう）                  | 2.3         | 西区菊井通1丁目       | 押切交差点付近       |

### 停留場の変遷
出典はいずれも『日本鉄道旅行地図帳』7号（57頁）である。
- 1901年2月19日 - 路線開業に伴い、柳橋側から泥江橋・本社前・菊井町・押切町を新設（柳橋は栄町線にて既設）。
- 1912年以前 - 中央市場前・志摩町角・新道通・馬道・千歳町・數杷・炮烙町を新設。
- 1913年3月27日 - 志摩町角を志摩町、本社前を那古野町、菊井町（初代）を藪下町に改称。この直後の停留場12か所を起点から並べると、以下の通りになる。
柳橋 - 中央市場前 - 泥江橋 - 志摩町 - 新道通 - 那古野町 - 馬道 - 千歳町 - 數杷 - 藪下町 - 炮烙町 - 押切町
- 1918年11月1日 - 中央市場前・新道通・馬道・千歳町・數杷・炮烙町廃止。
- 1923年1月16日 - 千歳町が菊井町（2代）として再開。
- 1928年1月6日 - 那古野町を電気局前に改称。
- 1930年3月24日 - 電気局前を那古野町に改称。
- 1943年ごろ - 那古野町休止。
- 1944年5月13日 - 志摩町廃止。
- 1946年9月21日 - 泥江橋を泥江町に改称。
- 1947年10月1日 - 藪下町が菊井通四丁目に改称。
- 1951年6月10日 - 那古野町再開。
- 1971年4月1日 - 東側区間の廃線に伴い柳橋・泥江町廃止。
- 1972年3月1日 - 西側区間の廃線に伴い那古野町・菊井町・菊井通四丁目・押切町廃止。

### 接続路線
- 市電
  - 柳橋停留場：栄町線（1901年 - 1971年）・下江川線（1911年 - 1971年）
  - 志摩町停留場：上江川線（1913年 - 1971年）
  - 那古野町停留場：広井町線（1943年 - 1972年）・堀内町線（1921年 - 1943年）
  - 菊井町停留場：明道町線（1923年 - 1971年）
  - 押切町停留場：押切浄心連絡線（1927年 - 1972年）
- 名鉄線
  - 押切町停留場：名鉄一宮線（押切町駅、1912年 - 1941年）

## 運転系統
東側区間すなわち柳橋 - 泥江町 - 志摩町間で運行されていた運転系統については名古屋市電上江川線#運転系統を参照。

### 1937年時点
1937年（昭和12年）8月時点において押切線那古野町 - 押切町間で運行されていた運転系統は以下の通り。〔太字〕で示した範囲は当該区間を走行する区間を指す。
- 浄心前 -〔押切町 - 菊井町 - 那古野町〕- 名古屋駅前 - 柳橋 - 栄町 - 東新町 - 千種駅前
- 浄心前 -〔押切町 - 菊井町 - 那古野町〕- 名古屋駅前 - 柳橋 - 栄町 - 東新町 - 鶴舞公園 - 高辻 - 市民病院前
- 浄心前 -〔押切町 - 菊井町 - 那古野町〕- 名古屋駅前 - 柳橋 - 水主町 - 上前津 - 熱田駅前 - 熱田伝馬町
- 〔押切町 - 菊井町 - 那古野町〕- 名古屋駅前 - 柳橋 - 栄町 - 東新町 - 今池 - 覚王山 - 東山公園
- 名古屋駅前 -〔那古野町 - 菊井町〕- 明道橋 - 東片端 - 平田町 - 新栄町 - 鶴舞公園 - 水主町 - 柳橋 - 笹島町 - 名古屋駅前

### 1952年時点
1952年（昭和27年）3月時点において押切線那古野町 - 押切町間で運行されていた運転系統は以下の通り。〔太字〕で示した範囲は当該区間を走行する区間を指す。
- 浄心町発着
  - 11号系統：浄心町 -〔押切町 - 菊井町 - 那古野町〕- 名古屋駅前 - 笹島町 - 栄町 - 今池 - 池下
  - 13号系統：浄心町 -〔押切町 - 菊井町〕- 東片端 - 清水口 - 赤塚 - 大曽根 - 上飯田
- その他
  - 3号系統：名古屋駅前 -〔那古野町 - 菊井町〕- 明道町 - 東片端 - 平田町 - 鶴舞公園 - 水主町 - 名古屋駅前
  - 12号系統：名古屋駅前 -〔那古野町 - 菊井町〕- 明道町 - 東片端 - 清水口 - 赤塚 - 大曽根 - 東大曽根

### 1961年以降
1961年（昭和36年）4月時点において押切線那古野町 - 押切町間で運行されていた運転系統は以下の通り。〔太字〕で示した範囲は当該区間を走行する区間を指す。
- 浄心町発着
  - 11号系統：浄心町 -〔押切町 - 菊井町 - 那古野町〕- 名古屋駅前 - 笹島町 - 栄町 - 今池 - 覚王山
  - 13号系統：浄心町 -〔押切町 - 菊井町〕- 平田町 - 平田町 - 赤塚 - 大曽根 - 上飯田
- その他
  - 3号系統：名古屋駅前 -〔那古野町 - 菊井町〕- 明道町 - 東片端 - 平田町 - 鶴舞公園 - 水主町 - 名古屋駅前
  - 12号系統：名古屋駅前 -〔那古野町 - 菊井町〕- 明道町 - 東片端 - 清水口 - 赤塚 - 大曽根 - 東大曽根
  - 18号系統：名古屋駅前 -〔那古野町 - 菊井町〕- 明道町 - 東片端 - 清水口 - 黒川 - 城北学校前
  - 50号系統：名古屋駅前 -〔那古野町 - 菊井町〕- 明道町 - 柳橋 - 水主町 - 八熊通 - 港車庫前 - 名古屋港
  - 81号系統：名古屋駅前 -〔那古野町 - 菊井町〕- 明道町 - 東片端 - 平田町 - 赤塚 - 大曽根 - 上飯田

上記5系統のうちまず名古屋駅前 - 東大曽根間の12号系統と浄心町 - 上飯田間の13号系統が1965年（昭和40年）10月1日に廃止された。次いで1967年（昭和42年）2月1日に名古屋駅前 - 城北学校前間の18号系統が廃止。1969年（昭和44年）2月20日にも名古屋駅前 - 名古屋港間の50号系統が廃止された。1970年代に入ってからは1970年（昭和45年）4月1日名古屋駅前発着環状系統の3号系統が廃止、1971年（昭和46年）2月1日には名古屋駅前 - 上飯田間の81号系統も廃止された。
西側区間で最後まで残ったのは浄心町 - 覚王山間の11号系統であるが、路線廃止に従い終点側が覚王山から今池、次いで栄と段階的に短縮され、1971年2月1日からは浄心町 - 笹島町間の運行となっていた。同年4月1日付で東側区間に残っていた秩父通 - 熱田駅前間の10号系統が廃止。翌年3月の浄心町 - 笹島町間廃止により11号系統も消滅した。

## 利用動向
（この節では、便宜的に西側区間の那古野町 - 押切町間の利用動向のみを扱う。柳橋 - 志摩町間の動向は名古屋市電上江川線#利用動向を参照）

### 1959年調査
1959年（昭和34年）6月11日木曜日に実施された市電全線の利用動向調査によると、押切線内4停留場の方向別乗車人員・降車人員ならびに停留場間の通過人員は下表の通りであった。
| 停留場名     | 乗車人員 | 乗車人員 | 乗車人員 | 降車人員 | 降車人員 | 降車人員 | 停留場間通過人員 | 停留場間通過人員 |
| 停留場名     | ▼北行    | ▲南行    | 合計     | ▼北行    | ▲南行    | 合計     | ▼北行            | ▲南行            |
| ------------ | -------- | -------- | -------- | -------- | -------- | -------- | ---------------- | ---------------- |
| 那古野町     | 628      | 終点     | (1,340)  | 起点     | 573      | (1,290)  | 21,823           | 20,947           |
| 菊井町       | 1,627    | 1,964    | (6,241)  | 1,791    | 1,734    | (6,335)  | 21,823           | 20,947           |
| 菊井町       | 1,627    | 1,964    | (6,241)  | 1,791    | 1,734    | (6,335)  | 12,284           | 12,026           |
| 菊井通四丁目 | 240      | 2,389    | 2,629    | 2,289    | 259      | 2,548    | 12,284           | 12,026           |
| 菊井通四丁目 | 240      | 2,389    | 2,629    | 2,289    | 259      | 2,548    | 10,235           | 9,896            |
| 押切町       | 終点     | 3,277    | (3,574)  | 3,338    | 起点     | (3,627)  | 10,235           | 9,896            |

- 備考
  - 那古野町・菊井町・押切町の乗車人員・降車人員合計値は他線区の数値を含む。
  - 那古野町をまたいで広井町線（名古屋駅前以遠）と直通する乗客は、北行21,195人・南行20,374人。
  - 菊井町をまたいで那古野町以南と明道町線（明道町以遠）を直通する乗客は、北行10,442人・南行9,686人。
  - 菊井町をまたいで菊井通四丁目以北と明道町線（明道町線以遠）を直通する乗客は、北行1,067人・南行995人。
  - 押切町をまたいで押切浄心連絡線（天神山以遠）と直通する乗客は、北行6,897人・南行6,619人。

### 1966年調査
1966年（昭和41年）11月8日火曜日に実施された市電全線の利用動向調査によると、押切線内4停留場の方向別乗車人員・降車人員ならびに停留場間の通過人員は下表の通りであった。
| 停留場名     | 乗車人員 | 乗車人員 | 乗車人員 | 降車人員 | 降車人員 | 降車人員 | 停留場間通過人員 | 停留場間通過人員 |
| 停留場名     | ▼北行    | ▲南行    | 合計     | ▼北行    | ▲南行    | 合計     | ▼北行            | ▲南行            |
| ------------ | -------- | -------- | -------- | -------- | -------- | -------- | ---------------- | ---------------- |
| 那古野町     | 696      | 終点     | (985)    | 起点     | 460      | (810)    | 16,085           | 15,613           |
| 菊井町       | 1,153    | 1,299    | (4,364)  | 1,392    | 1,094    | (4,555)  | 16,085           | 15,613           |
| 菊井町       | 1,153    | 1,299    | (4,364)  | 1,392    | 1,094    | (4,555)  | 9,001            | 8,561            |
| 菊井通四丁目 | 179      | 2,021    | 2,200    | 2,067    | 155      | 2,222    | 9,001            | 8,561            |
| 菊井通四丁目 | 179      | 2,021    | 2,200    | 2,067    | 155      | 2,222    | 7,113            | 6,695            |
| 押切町       | 終点     | 2,520    | (2,766)  | 2,467    | 起点     | (2,661)  | 7,113            | 6,695            |

- 備考
  - 那古野町・菊井町・押切町の乗車人員・降車人員合計値は他線区の数値を含む。
  - 那古野町をまたいで広井町線（名古屋駅前以遠）と直通する乗客は、北行15,389人・南行15,153人。
  - 菊井町をまたいで那古野町以南と明道町線（明道町以遠）を直通する乗客は、北行6,845人・南行6,847人。
  - 押切町をまたいで押切浄心連絡線（天神山以遠）と直通する乗客は、北行4,646人・南行4,175人。